# Нгарі
32°30′15″ пн. ш. 80°05′50″ сх. д. / 32.50405° пн. ш. 80.09721° сх. д.
О́бласть Нга́рі (також префекту́ра Нга́рі або А́лі, від кит. спр. 阿里地区, піньїнь: Ālĭ Dìqū) — адміністративна одиниця другого рівня у складі Тибетського автономного району, КНР. Центр префектури — містечко Шицюаньхе.
Префектура межує з Індією (Ладакх, штати Гімачал-Прадеш та Уттаракханд) на заході й південному заході та Непалом на півдні.
На сході межує з 
префектурами Нагчу та Шигацзе.

## Адміністративний поділ
Префектура поділяється на 7 повітів:
| Карта                                      | Карта  | Карта    | Карта            |
| ------------------------------------------ | ------ | -------- | ---------------- |
| Цзанда Рутог Гар Буранг Гег'є Герцзе Цочен |        |          |                  |
| Статус                                     | Назва  | Оригінал | Населення (2020) |
| Повіт                                      | Буранг | 普兰县   | 12 242           |
| Повіт                                      | Гар    | 噶尔县   | 31 052           |
| Повіт                                      | Герцзе | 改则县   | 25 327           |
| Повіт                                      | Гег'є  | 革吉县   | 18 012           |
| Повіт                                      | Рутог  | 日土县   | 11 167           |
| Повіт                                      | Цзанда | 札达县   | 8454             |
| Повіт                                      | Цочен  | 措勤县   | 17 027           |